# Tentazioni d'amore
Tentazioni d'amore (Keeping the Faith) è un film commedia romantica del 2000, diretto da Edward Norton, all'esordio nella regia cinematografica.

## Trama
A New York, tre amici d'infanzia, Jake, Brian e Anna, si sono persi di vista dopo che la famiglia di Anna si è trasferita in California per lavoro. Gli anni passano, e Brian è diventato un prete cattolico molto amato dai suoi fedeli e Jake un rabbino anticonformista e affascinante, che deve accasarsi per poter aspirare al ruolo di rabbino-capo della sua comunità; il ritorno in città di Anna, divenuta nel frattempo una rampante donna d'affari, scombussolerà la loro esistenza facendola uscire da percorsi già tracciati.
Brian e Jake, infatti, si scopriranno perdutamente innamorati di lei, mettendo in seria discussione le loro scelte di vita.

## Riconoscimenti
- 2000 - Tokyo International Film Festival
  - Premio per la migliore sceneggiatura (Stuart Blumberg)

## Curiosità
- Il film è dedicato a Lydia Robinson Norton, madre di Edward Norton, morta il 6 marzo 1997 per un tumore al cervello.